# James Busby
James Busby (Edimburgo, Escocia, 7 de febrero de 1801 – Bromley, Inglaterra, 15 de julio de 1871) fue un residente británico que viajó a Nueva Zelanda, participó en la Declaración de Independencia de Nueva Zelanda y en el Tratado de Waitangi, y es considerado el "padre" de la industria del vino australiano, ya que llevó la primera colección de cepas de vid a Australia desde España y Francia. Como residente británico, actuó como el primer jurista en Nueva Zelanda, y fue autor de la ley en Aotearoa, de la cual se deriva casi la totalidad de la jurisprudencia de Nueva Zelanda.

## Biografía
James Busby nació en Edimburgo (Escocia), y fue el segundo hijo del matrimonio de Sarah Kennedy y de John Busby, un ingeniero civil y experto en minerales inglés. Su familia emigró del Reino Unido a Nueva Gales del Sur en 1824. 
Busby regresó a Inglaterra, donde trabajó para el gobierno antes de visitar Francia para estudiar viticultura y volver a Australia, donde publicó un libro de viticultura en 1825. Posteriormente compró una finca de 2000 hectáreas en Nueva Gales del Sur y durante algunos años se dedicó a cultivar la vid y experimentar con los viñedos. Fue nombrado superintendente de un orfanato cerca de la ciudad australiana de Liverpool, pero la Iglesia tomó el control de la institución en 1827 y perdió su puesto. Frustrado por la pérdida de su empleo volvió a Europa, en donde fue contratado para trabajar en la oficina de la administración colonial británica; durante cuatro meses viajó por España y Francia y visitó numerosos viñedos, en donde obtuvo una gran experiencia que recogió en sus publicaciones posteriores. El 16 de octubre de 1832 regresó a Australia y contrajo matrimonio con Agnes Dow en Segenhoe, Hunter Valley, Nueva Gales del Sur el 1 de noviembre del mismo año. En 1832 fue nombrado representante de los residentes británicos en Nueva Zelanda y se fue a Bay of Islands, llevando consigo algunas cepas de vid que había recogido en Europa. Tomó posesión oficial del cargo de representante británico el 5 de mayo de 1833. 
Fijó su residencia en Waitangi, donde plantó un viñedo y comenzó a elaborar diferentes variedades de vinos. Sus deberes como representante eran proteger el control del comercio británico y mediar entre los pobladores rebeldes Pakeha y los maoríes en Nueva Zelanda. Sin embargo, no se le proporcionaron los recursos para imponer su autoridad.
Tras un incidente en el que un buque de carga de origen neozelandés que viajaba sin bandera fue capturado por oficiales australianos en Sídney, James Busby propuso que Nueva Zelanda tuviera una bandera nacional. Fueron presentados tres diseños en una reunión de 25 jefes maoríes convocada por Busby en su residencia el 20 de marzo de 1834. El diseño fue seleccionado por votación, y es el que corresponde a la bandera conocida actualmente como bandera de las Tribus Unidas de Nueva Zelanda.
En 1835 Busby se enteró de que el barón francés Charles Philippe Hipólito de Thierry, se proponía declarar la soberanía francesa sobre Nueva Zelanda. Para evitar esta acción, escribió la Declaración de la Independencia de Nueva Zelanda en la cual reconocía la soberanía de los pueblos maoríes y fue aceptada y firmada por 35 jefes maoríes en una reunión realizada el 28 de octubre de 1835.
Tras la llegada del capitán William Hobson a Nueva Zelanda, juntos escribieron el Tratado de Waitangi, que fue firmado el 6 de febrero de 1840 en el jardín de su residencia. Busby y su familia salieron de Waitangi ese mismo año. Declinó la oferta para un puesto en el nuevo gobierno colonial y en cambio centró su interés en la agricultura, pero se enredó en litigios sobre sus títulos de propiedad: la New Zealand Banking Company incautó sus propiedades en Waitangi sin dar a los deudores de Busby la oportunidad de pagar lo que debían, y el gobernador Grey expropió las tierras de Busby en Whangarei. También editó un periódico y fue miembro del Consejo Provincial de Auckland. Se presentó a las elecciones generales de 1860 para un escaño en la Cámara de Representantes de Bay of Islands, pero no tuvo éxito.
Murió en 1871 en Inglaterra después de viajar de nuevo para una operación de los ojos, y está enterrado en el Cementerio de West Norwood en Londres. Su esposa regresó a Nueva Zelanda, donde murió en Pakaraka en 1889, y está enterrada en Paihia.
La propiedad de Waitangi, donde se firmó el Tratado, permaneció abandonada hasta la década de 1930, cuando fue adquirida por el Gobernador General, el vizconde Bledisloe, que la donó a la nación.

## Obras publicadas
- Treatise on the Culture of the Vine (Tratado sobre el cultivo de la vid), 1825.
- A Manual of Plain Directions for Planting and Cultivating Vineyards and for Making Wine in New South Wales (Un manual de instrucciones para la siembra y cultivo de viñedos y la elaboración de vinos en Nueva Gales del Sur), Sídney, 1830.
- Journal of a Tour through some of the vineyards of Spain and France (Diario de un viaje a través de algunos viñedos de España y Francia), Sídney, 1833.